# Henri Snyers
Henri Snyers, né le 13 septembre 1901 à Liège et mort le 24 juillet 1980 à Ambert (Puy-de-Dôme), est un architecte liégeois du courant moderniste, dont les réalisations innovent particulièrement dans la période de l'entre-deux-guerres. Il est le fils de l'architecte Arthur Snyers.

## Biographie
Dans le sillage de son père, Henri Snyers s'inscrit à 17 ans à l'Académie royale des beaux-arts de Liège pour entreprendre des études d'architecture qu'il achève en 1924 avec distinction. Les rapports des professeurs décrivent Henri comme un élève assidu mais assez paresseux, pouvant faire beaucoup mieux étant assez bien doué.
En 1924, il poursuit sa formation à l'École nationale des Beaux-Arts de Paris pour se perfectionner.
De retour à Liège en 1925, il travaille d'abord aux côtés de son père, notamment à la réalisation du Pavillon de l'Économie Belgo-allemande pour l'Exposition internationale de Liège en 1930.

## Œuvres
Henri Snyers ouvre son propre atelier en 1929 et conçoit bientôt quatre villas qui vont marquer le paysage liégeois de la nouvelle architecture. Son inspiration avant-gardiste et moderne est au croisement des courants nés au sortir de la Première Guerre mondiale : les mouvements De Stijl, Art déco, et le Mouvement moderne ou modernisme.
Les trois premières villas d'Henri Snyers construites en 1929, – les Villas jumelles 1 & 2, avenue des Platanes nos 35 & 37, et la Villa 3, rue de Beaumont 11, dans le parc privé de Cointe à Liège – se caractérisent avant tout par les premiers toits-terrasses à grands débords de la région liégeoise, par des volumes simples à emboîtements, par de larges percements, parfois en angle de volumes ou rehaussés d'auvents en rez-de-chaussée, que président des espaces intérieurs articulés par des altimétries variées, dans le plan vertical, et des jeux de translations dans le plan horizontal. Les façades à ressauts plans sont lisses, en maçonnerie de briques enduites blanches, avec parfois un soubassement en petit granit de l'Ourthe et des bandeaux de briques de parement, les menuiseries sont en profils bois très fins, soulignées d'un bleu de cobalt, comme aussi les rives des débords de toiture.
Avec la Villa Thonnart en 1931, son style moderniste est encore plus radical et dépouillé : volumes cubistes, façades lisses sans débords de toiture et larges percements.

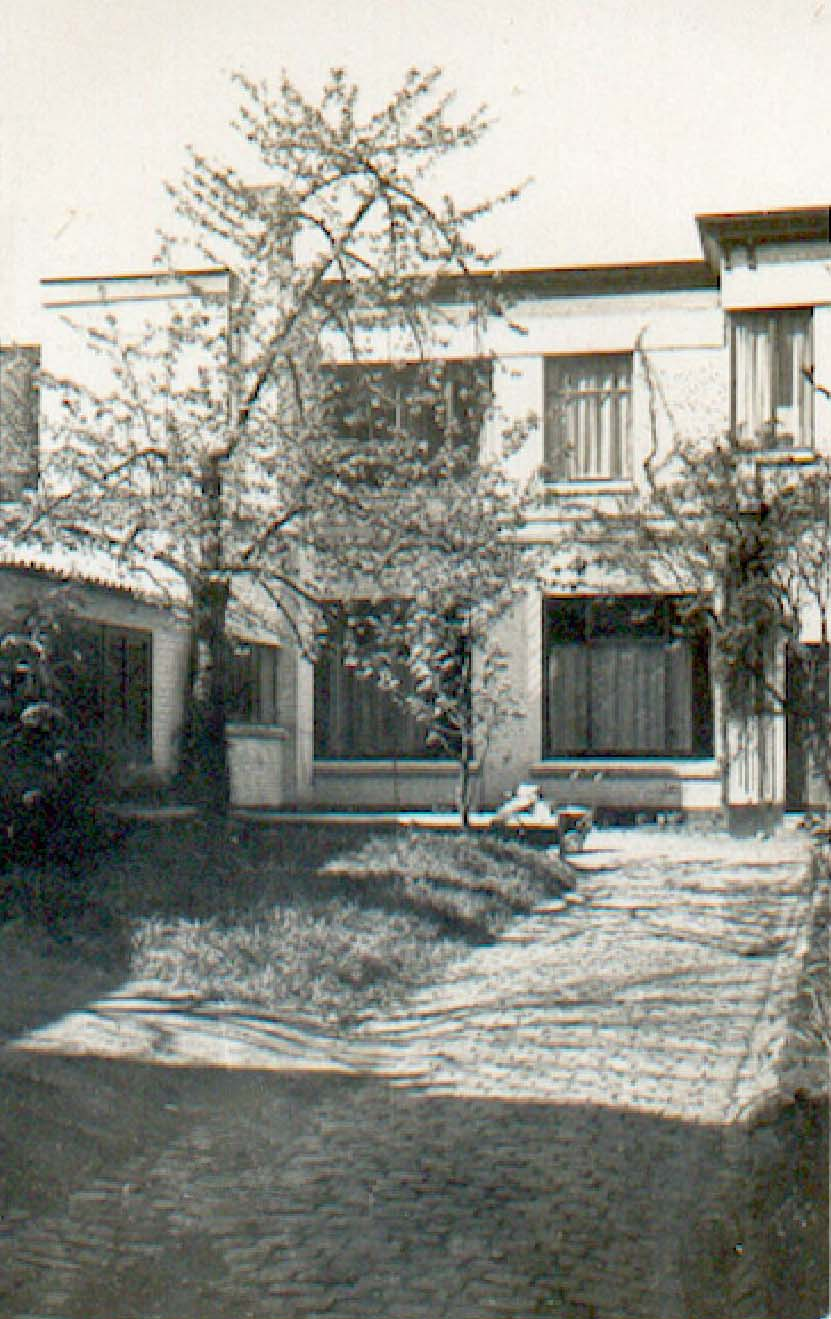
Maison de l'architecte, rue Louvrex, 1933.

En 1935, Henri Snyers construit sa propre maison à l'arrière du jardin de la propriété familiale rue Louvrex et y installe son atelier. Les volumes sont plus compacts, les décrochements réduits, les façades en briques peintes et les larges baies vitrées munies de châssis métalliques à la hollandaise.
À la fin des années 1930, Henri Snyers renoue avec une modénature plus « composée » : brique rouge en parement, fenêtres en oriel ou bow-window sur plusieurs étages (la Maison Verdin ou l'Immeuble Laumont, à Liège).

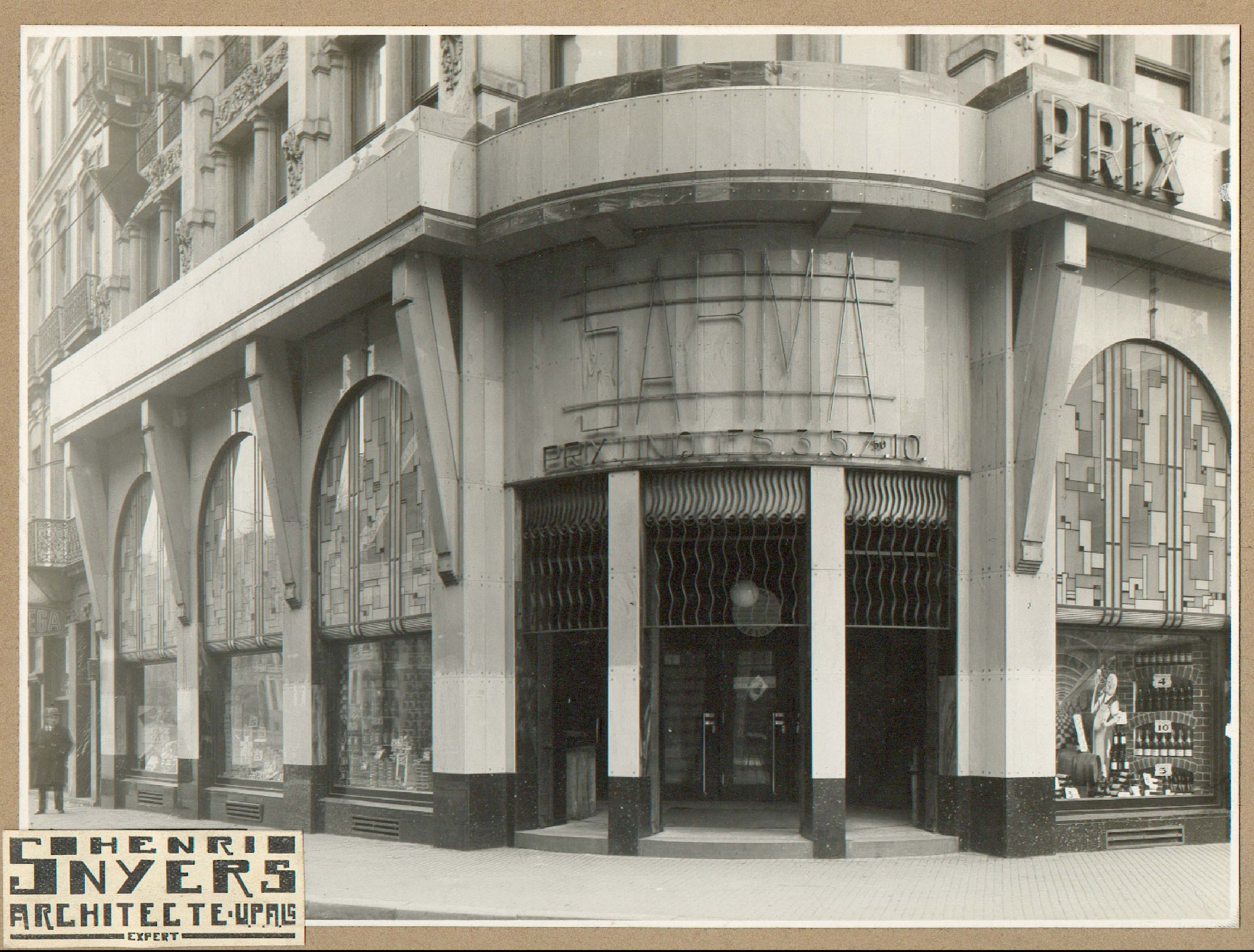
Magasin SARMA, place du Maréchal Foch, Liège, 1933.

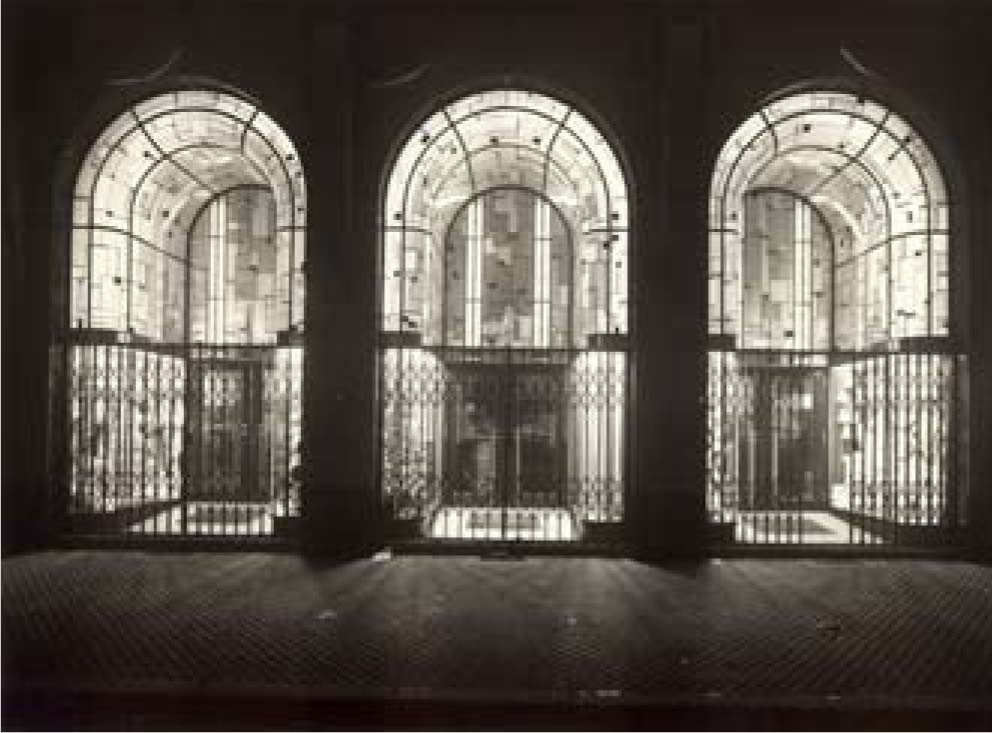
Magasin SARMA, façade avec ses trois entrées, en nocturne, 1933.

Outre les programmes d'habitation, Henri Snyers modernise ou construit des bâtiments à usage commercial : la transformation du grand magasin SARMA, place Foch (1933), le magasin La Bourse, place de la Cathédrale (1957), le magasin IPL, rue des Clarisses (1963), ou la galerie Bouckoms, boulevard d'Avroy (1967).
De 1934 à 1939, Henri Snyers est chargé de la modernisation du célèbre Passage Lemonnier. Le style passe d'une ligne moderniste pour les entrées et les galeries à un dessin Art déco pour la coupole de la rotonde. Les parties vitrées sont en pavés de verre des Cristalleries du Val-Saint-Lambert. Les statuaires de la rotonde sont des créations de la sculptrice Madeleine Schoofs. Le Passage Lemonnier est classé Monument en 1988 au Patrimoine immobilier exceptionnel de la Région wallonne.

## Réalisations
Sauf mention, toutes les réalisations sont (ou étaient) situées à Liège.
Les premières villas d'Henri Snyers se caractérisent ainsi par des volumes simples à emboîtements, des toitures plates à grands débords, de larges percements, parfois en angle de volumes ou rehaussés d'auvents en rez-de-chaussée, que président des espaces intérieurs articulés par des altimétries variées, dans le plan vertical, et des jeux de translations dans le plan horizontal. Les façades à ressauts plans sont lisses, enduites blanches, avec parfois un soubassement en granit de l'Ourthe et des bandeaux de briques rouges, les menuiseries sont en profils bois, soulignées d'un bleu de cobalt, comme aussi les rives des débords de toiture.
Imprégnées des compositions de Robert Mallet-Stevens et de Louis Herman De Koninck, les quatre constructions se caractérisent par un modernisme plastique qui se retrouve peu à Liège. Henri Snyers joue sur les volumes qui sont mis en évidence par un traitement lisse des façades extérieures, le choix des matériaux et le dépouillement de l'ornementation. Il opte pour le toit plat débordant fortement et une façade enduite de couleur blanche sur laquelle se détachent des fenêtres aux fins châssis. Il utilise abondamment des auvents surplombant les baies du rez-de-chaussée. Ceux-ci font écho aux toits débordants, ce qui souligne l'horizontalité des constructions. Bien souvent, des baies d'angle viennent interrompre les arêtes nettes du volume cubique de la demeure. Aucune symétrie n'est perceptible autant dans le plan que dans le volume ou l'emplacement des fenêtres. Parfois, de-ci de-là, un balcon de forme courbe s'accroche en contrepoint au cœur de l'orthogonalité générale.

### Réalisations majeures

#### Le Passage Lemonnier

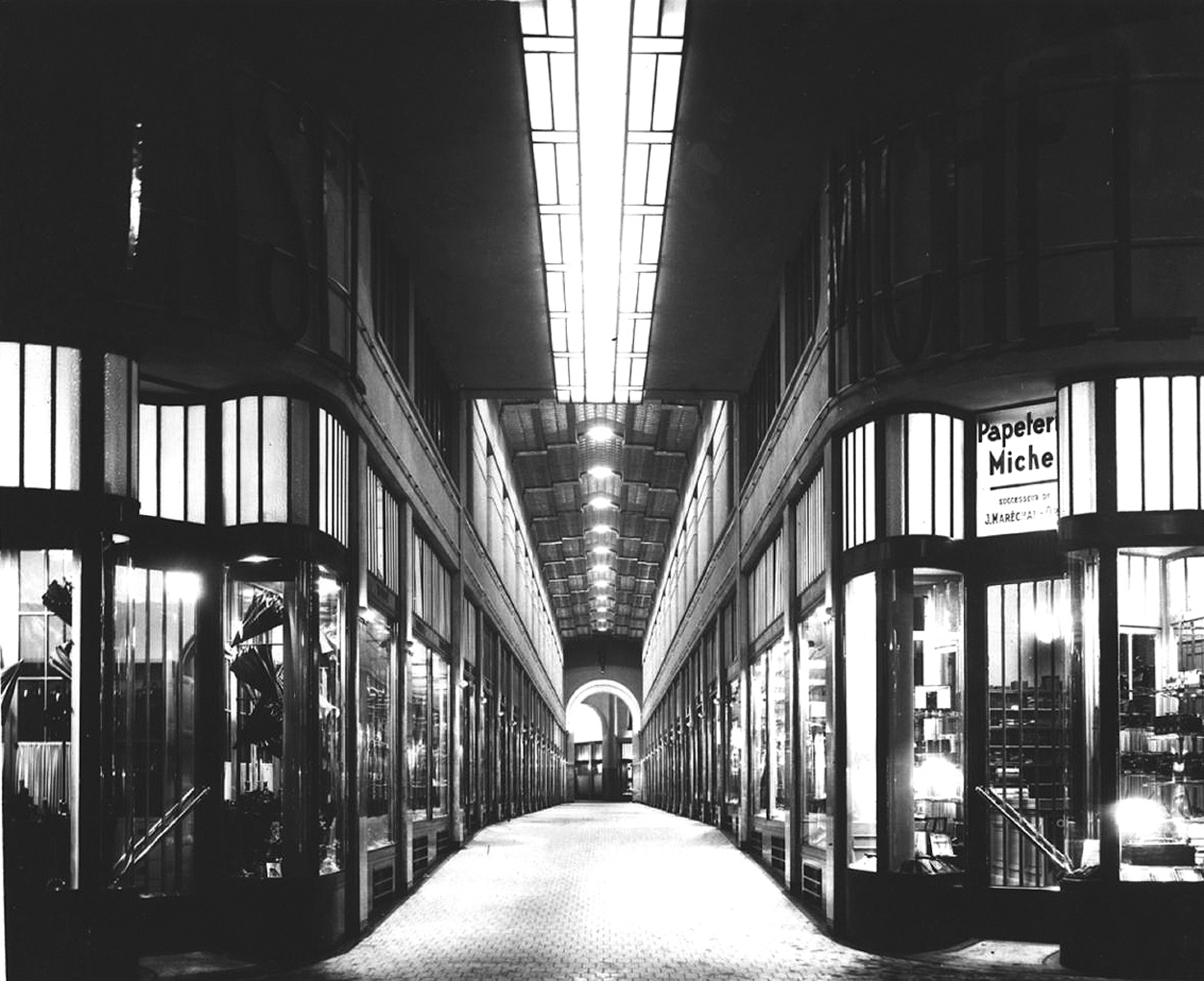
Le Passage Lemonnier, l'entrée Vinâve d'Île, Liège, 1934.

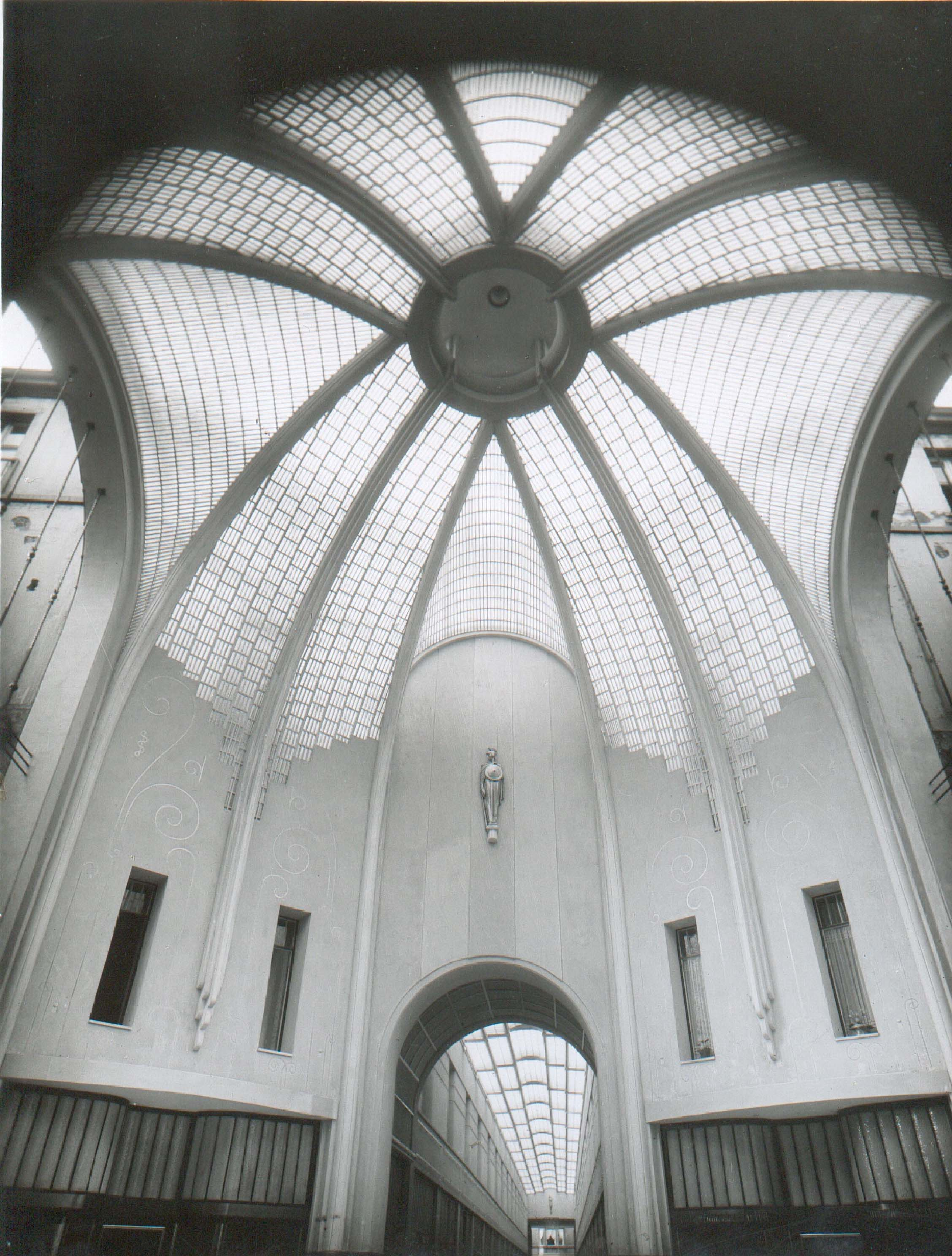
Le Passage Lemonnier, la coupole de la rotonde centrale, Liège, 1934

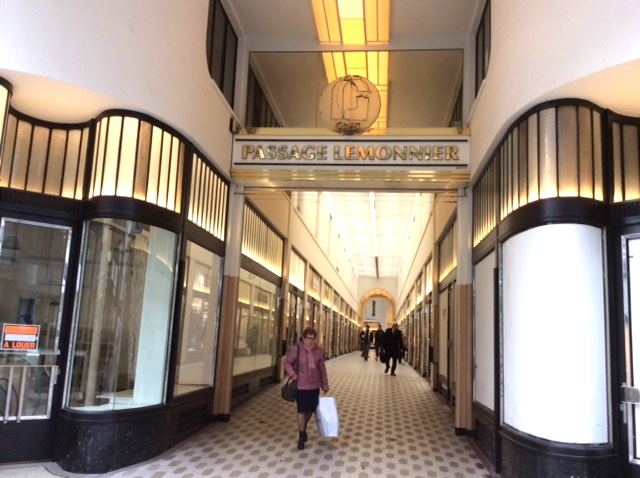
Le Passage Lemonnier, après les travaux de rénovation en 2019.

Le passage Lemonnier (classé), premières transformations des galeries et de la coupole, de la salle de spectacle « La Légia », 1934-1937. (Rénovations, 1965, 1974.)
Il faut attendre 1934 pour que Louis Dabin adapte en concertation avec Henri Snyers le passage aux nouvelles exigences commerciales. Un premier projet consiste en la démolition totale du passage dans le but de reconstruire une rue entière sur les idées modernistes radicales expérimentées par Le Corbusier avec les Quartiers Modernes de Frugès à Pessac (1925) et par Mallet-Stevens à Auteuil (1926-27). Louis Dabin et Henri Snyers veulent placer le passage Lemonnier à la tête de la modernité architecturale liégeoise. Finalement, ni l'implantation ni la polyvalence du passage ne seront modifiées. Snyers se charge dans un premier temps de la modernisation de l'entrée du passage côté Vinâve d'Île dès juin 1934. Une deuxième phase se déroule de juin à décembre 1935. Elle concerne la galerie côté Vinâve d'Île et la rotonde. De 1936 à 1939, une dernière phase comprend la transformation de l'entrée côté rue de l'Université, de la galerie attenante et de l'accès à la salle de spectacle La Légia rue Lulay-des-Fèbvres. En bref, les travaux comportent : l'installation d'un nouveau carrelage, la suppression des porches d'entrée avec leurs marches, la transformation des devantures commerciales, la création de nouvelles verrières en pavés de semi-cristal couvrant les galeries, la création d'une coupole rehaussée en béton armé dont le dôme est également en pavés semi-cristal du Val-Saint-Lambert, la rénovation des enduits muraux et des éclairages de nuit (un projet mené avec la société Philips). Seuls le rez-de-chaussée et le premier étage en façade et dans les galeries, recouvrant la zone de chalandise, sont modernisés. Le registre décoratif alterne un modernisme tempéré, au niveau des entrées et des galeries, et un style Art déco au niveau de la rotonde sous forme notamment de volutes peintes. Les statues de Minerve et de Mercure, œuvres de la sculptrice Madeleine Schoofs, dominent deux des arcades en plein cintre de la rotonde. D'autres statues, regardant vers les passages, dominaient les arcs en plein cintre des entrées Université – Vinâve d'Île et de la rotonde. L'ensemble joue avec subtilité du contraste de l'horizontalité des passages et de la verticalité des parties néoclassiques, notamment des portiques d'accès à la rotonde. Les passages jouissent d'une dynamique esthétique avec les longues lignes de fuite matérialisées par de légères ornières disposées au niveau du premier étage et par la composition de la verrière formée de pavés rectangulaires. L'éclairage féerique et un pavage hexagonal avenant incitent le chaland à pénétrer dans les galeries.

#### Autres réalisations

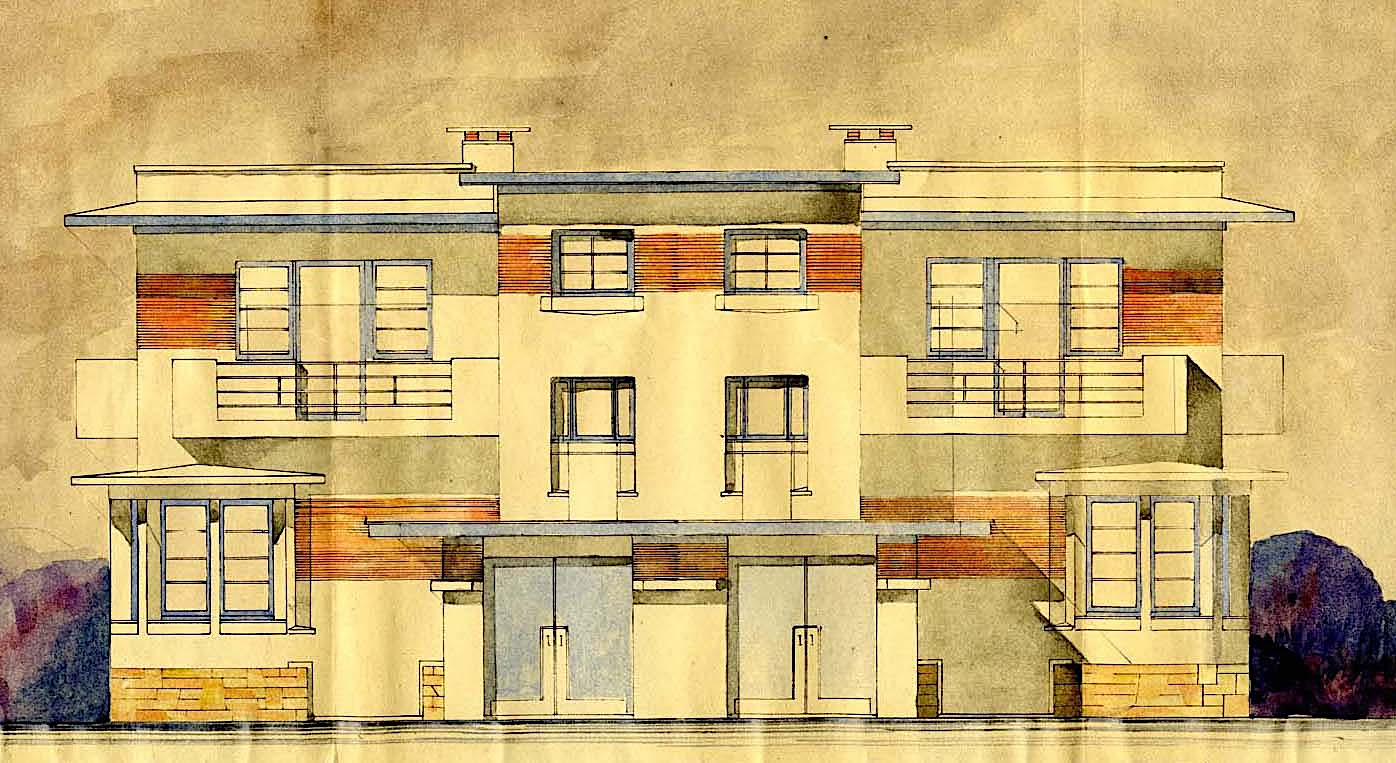
Projet des Villas jumelles, au parc de Cointe, à Liège. Aquarelle 1928-29.

- Les villas jumelles 1 & 2, parc privé de Cointe, nos  35 et 37 avenue des Platanes, 1929.

De 1929 à 1930, l'héritage d'une tante française lui permet de construire ses trois premières villas, sur le plateau de Cointe, en dehors de toutes contraintes liées aux desiderata d'un commanditaire. Les deux premières sont jumelles. Elles se situent avenue des Platanes n° 35 et 37. 

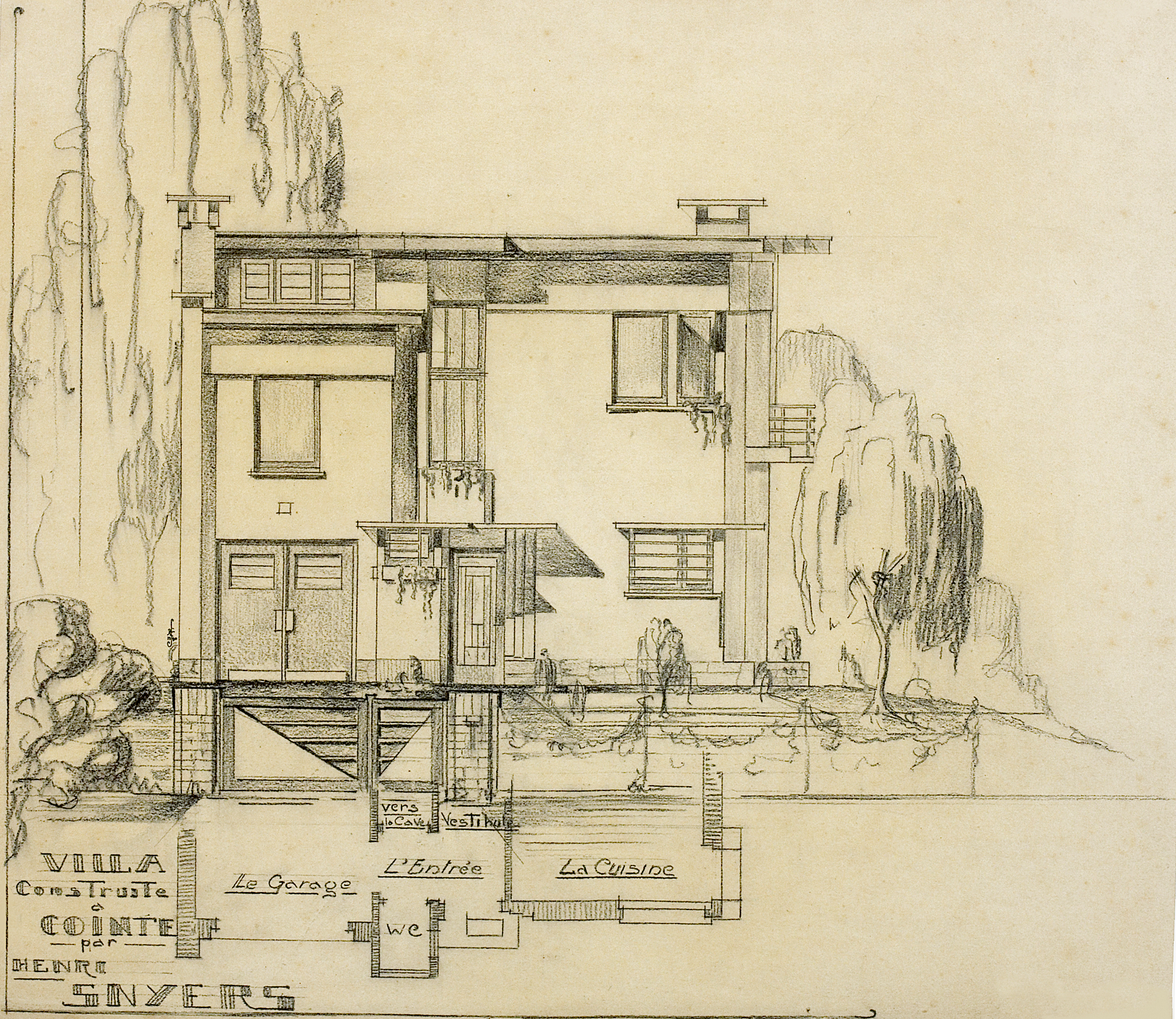
La Villa Snyers, Parc de Cointe, 1930, projet de la façade Beaumont.

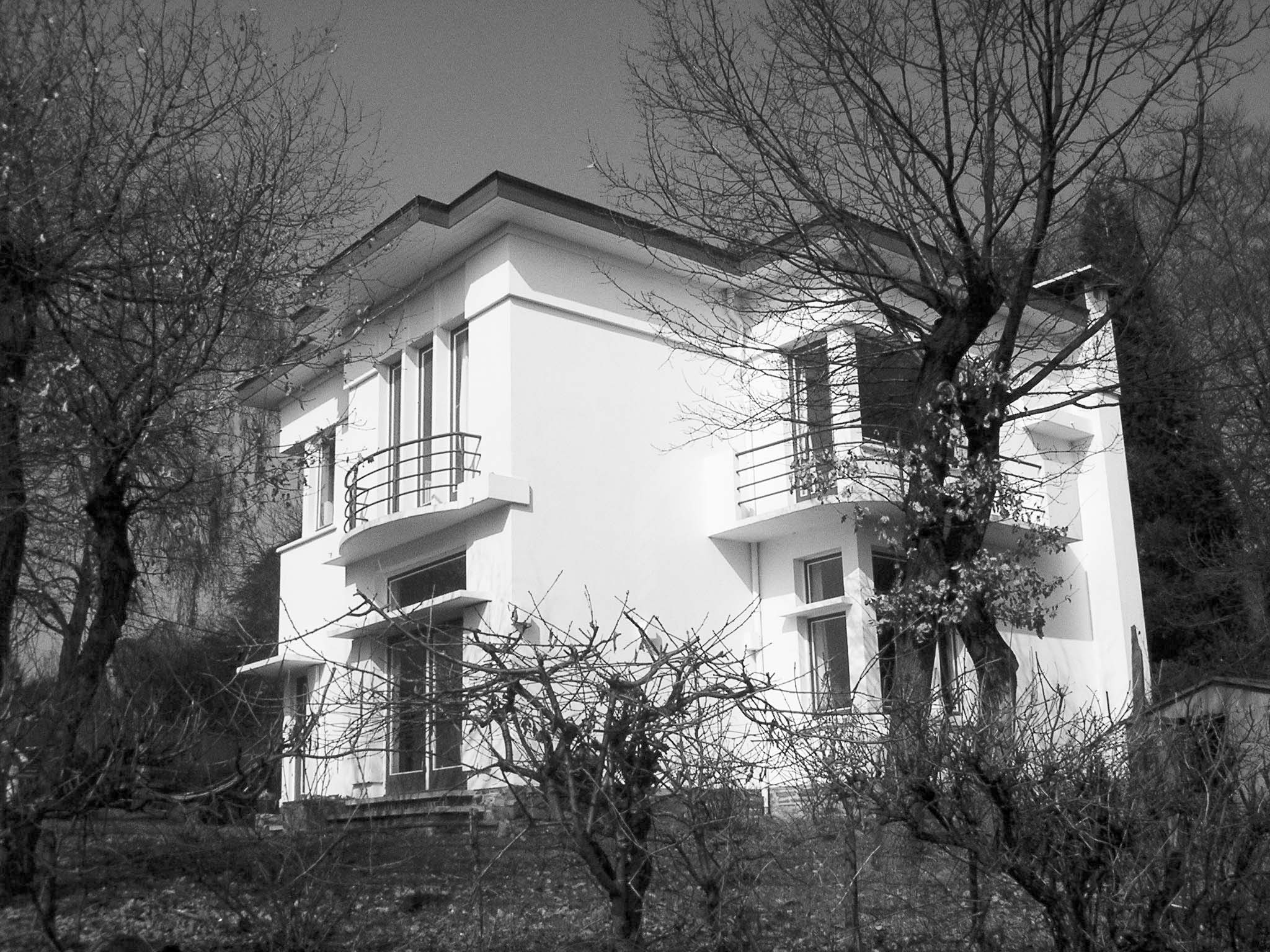
La Villa Snyers, Parc de Cointe, avenue de Beaumont, Liège, 1930.

- La villa Snyers, parc privé de Cointe, no 11, avenue de Beaumont (anc. av. des Acacias), 1930.

Cette troisième villa, restée propriété de la famille et aujourd'hui particulièrement choyée, est élevée au n° 11 de l'ancienne avenue des Acacias, aujourd'hui avenue de Beaumont.
- La villa Thonnart, Embourg,1931.

La villa Thonnart paraît encore plus dépouillée et radicalement moderne. En effet, les décrochements et les auvents moins nombreux combinés à l'absence de toit débordant renforcent l'aspect cubiste de la construction.
- Centre nautique Yacht Club de Liège (YCL), bord de Meuse, 1929.
- Exposition internationale de Liège en 1930, le Pavillon de l'Économie belgo-allemande.
- Maison Henri Snyers, rue Louvrex, 1934.
- Villa Witmeur, Ivoz-Ramet 1936.
- Groupe Sarma, transformation de l'Hôtel Continental, 1933-1934.
- Groupe Sarma, transformation du magasin rue de la Montagne, Charleroi, 1934.
- Restaurant, salon de thé « Le Pré Normand », 1936.
- Villa Platel, parc privé de Cointe, 9, avenue de Beaumont (anc. av. des Acacias), 1938.
- Société belge de l'Azote (SBA), Renory, Ougrée, 1938.
- Maison Verdin, Angleur, 21, rue Félix Paulsen, 1939.
- Exposition internationale de la technique de l'eau de 1939 : les trois Pavillons des Provinces belges et le Pavillon du Luxembourg, avec les architectes Ernest Montrieux, Selerin et Roush.
- Immeuble Laumont, transformation, rue Louvrex, 1939.
- Immeuble Jimo-Moreau, réaménagement, avenue Louise, Bruxelles, 1948.
- Rénovation de la salle de spectacle « La Légia », 1954.
- SA Grands Magasins de « La Bourse », place de la Cathédrale, 1956.
- Banque Nationale, projet de reconstruction, place Saint-Paul, 1961.
- Magasin IPL, rue des Clarisses, 1964.
- Immeuble Cordonnier, Galerie Bouckoms, boulevard d'Avroy, 1967.